# Adelges
Genre
Adelges est un genre d'insectes hémiptères de la famille des Adelgidae (pucerons lanigères) responsables de la formation de galles en forme de cônes ou d'ananas sur divers conifères.

## Liste d'espèces
Selon NCBI (8 avril 2018) :
- Adelges abietis (Ratzeburg, 1843) - le chermès vert de l'épicéa - synonyme : Sacchiphantes viridis
- Adelges cooleyi
- Adelges glandulae
- Adelges japonicus
- Adelges kitamiensis
- Adelges lariciatus [2]ou puceron gallicole de l'épinette[3]
- Adelges laricis
- Adelges nordmannianae
- Adelges pectinatae
- Adelges piceae
- Adelges tardus
- Adelges tsugae
- Adelges viridis

Selon BioLib (8 avril 2018) :
- Adelges geniculatus (Ratzeburg, 1843)
- Adelges lapponicus (Cholodkovsky, 1889)
- Adelges laricis Vallot, 1836
- Adelges strobilobius Kaltenbach, 1843
- Adelges tardoides Cholodkovsky, 1911
- Adelges tardus (Dreyfus, 1888)
- Adelges tsugae'epice' Annand, 1924